# قيادة تربوية
القيادة التربوية (بالإنجليزية: Educational leadership)‏ هي عملية استقطاب وتوجيه مواهب وطاقات المعلمين والطلاب وأولياء الأمور نحو تحقيق أهداف تعليمية مشتركة. يُستخدم هذا المصطلح غالبًا مرادفًا لمصطلح القيادة المدرسية في الولايات المتحدة، وقد حل محل مصطلح الإدارة التربوية في المملكة المتحدة. تُقدم العديد من الجامعات في الولايات المتحدة درجات دراسات عليا في القيادة التربوية.
يمكن التغلب على بعض عقبات القيادة التربوية.

## التاريخ
ظهر مصطلح قيادة المدرسة إلى حيز الوجود في أواخر القرن العشرين، وذلك لعدة أسباب. تم تقديم طلبات على المدارس للحصول على مستويات أعلى من التحصيل الدراسي للطلاب، وكان من المتوقع أن تقوم المدارس بالتطوير والإصلاح. رافق هذه التوقعات دعوات للمساءلة على مستوى المدرسة. لم يعد الحفاظ على الوضع الراهن مقبولاً. التنظيم والإدارة هي المصطلحات التي تدل على الاستقرار من خلال ممارسة الرقابة والإشراف. كان مفهوم القيادة مفضلاً وذلك لأنه يعبر عن الديناميكية والنشاط. مدير المدرسة أو رئيس المدرسة عادة أن يكون قائد المدرسة، ومع ذلك، قد تشمل قيادة المدرسة أشخاصًا آخرين، مثل أعضاء فريق القيادة الرسمي والأشخاص الآخرين الذين يساهمون في تحقيق أهداف المدرسة.
في حين أصبحت القيادة المدرسية أو القيادة التربوية شائعة كبديلين للإدارة التعليمية في السنوات الأخيرة، فإن القيادة يمكن أن تقدم صورة جزئية فقط لعمل المدرسة أو القسم أو المقاطعة ووزارة التعليم أو موظفي التعليم الحكومي، ناهيك عن مجالات البحث استكشاف من قبل أعضاء هيئة التدريس بالجامعة في الإدارات المعنية بعمليات المدارس والمؤسسات التعليمية. لهذا السبب، قد يكون هناك أسباب للتشكيك في مزايا المصطلح باعتباره ميزة جذابة للحقل. بدلاً من ذلك، يمكن العثور على مسببات استخدامه في نماذج الحوكمة الاجتماعية والاقتصادية الليبرالية الجديدة الأكثر عمومًا وذات الخبرة المؤقتة، وخاصة في الولايات المتحدة والمملكة المتحدة. في هذا العرض، يتم فهم المصطلح على أنه قد تم استعارته من العمل.
في الولايات المتحدة، خضعت هيئة الإشراف، أو مايسمى رئيس مديري المدارس، للعديد من التغييرات منذ إنشاء هذا المنصب - والتي غالباً ما ينسب إلى مجلس بوفالو المشترك الذي وافق على منصب مدير المدرسة في 9 يونيو 1837. إذا كان هذا التاريخ صحيحاً، فإن عمر هذا المنصب يبلغ عمره حوالي 170 عامًا، خلال هذه الفترة هنالك أربعة تغييرات رئيسية في دور مدير المدرسة وذلك من أوائل القرن التاسع عشر وحتى النصف الأول من القرن العشرين وحتى السنوات الأولى من القرن الحادي والعشرين. في البداية، كانت الوظيفة الرئيسية للمدير هي من نصيب رجال الدين وركزت على مساعدة مجلس التعليم بتفاصيل يومية عن إدارة المدرسة. مع مطلع القرن العشرين، بدأت الولايات في تطوير مناهج مشتركة للمدارس العامة مع أداء المشرفين لدور الباحث والمعلم أو المعلم الرئيسي الذين أضافوا تركيزاً على المناهج والأمور الدراسية والتعليمية إلى العمليات المدرسية. في أوائل القرن العشرين، كان للثورة الصناعية أثراً على دور المشرف وذلك من خلال تحويل التركيز على المدير الخبير والكفء في التعامل مع المهام غير التعليمية كالميزانية والمرافق والنقل. أثر إصدار «أمة معرضة للخطر» في عام 1983 بشكل مباشر على مساءلة المدارس العامة، وعلى الإشراف في نهاية المطاف. بدأت أوائل الثمانينيات التغيير الذي استمر حتى اليوم مع رؤية المشرف على أنه المدير التنفيذي الرئيسي، بما في ذلك أدوار المستشار المهني لمجلس الإدارة وقائد الإصلاحات ومدير الموارد والتواصل مع الجمهور.

## الدراسات العليا
يستخدم مصطلح «القيادة التربوية» أيضاً لوصف البرامج خارج المدارس. كالقادة في كليات المجتمع والكليات المسجلة الملكية والبرامج المجتمعية وكذلك مدراء الجامعات هم يعتبرون أيضًا قادة تربويون .
بعض جامعات الولايات المتحدة تقوم بتنظيم برامج الماجستير والدكتوراه لخريجي الجامعات مع برامج التعليم العالي وتعليم الكبار كجزء من قسم القيادة التربوية. في هذه الحالات، يتولى القسم بأكمله مهمة تعليم القادة التربويين في مجالات التخصص المحددة مثل قيادة الجامعة، وقيادة كلية المجتمع، والقيادة المجتمعية (وكذلك القيادة المدرسية). يتم تقديم درجة الماجستير في التعليم في عدد من الجامعات في جميع أنحاء الولايات المتحدة في أشكال تقليدية وعبر الإنترنت بما في ذلك جامعة تكساس في إل باسو،  جامعة ماساتشوستس، جامعة بيبردين  ، جامعة سانت ماري في مينيسوتا،  جامعة ببردين،  جامعة كابيلا،  جامعة نورث سنترال،  وجامعة سكرانتون. بعض برامج الدراسات العليا في الولايات المتحدة التي لها عرف في الدراسات العليا في مجالات التخصص ولها أقسام منفصلة لها. يشمل مجال التعليم العالي عدة مجالات مثل قيادة شؤون الطلاب، وقيادة الشؤون الأكاديمية، وقيادة كلية المجتمع، وتدريس كليات المجتمع والجامعات، والتعليم المهني، وتعليم الكبار وإدارة الجامعة، والأجنحة التعليمية للمنظمات غير الحكومية.
في أوروبا، توجد شهادات مشابهة في جامعة باث ومدرسة أبسلي للأعمال - لندن، حيث ينصب التركيز على أنظمة إدارة التعليم، خاصة وأن المدارس البريطانية لا تعتمد على تمويل الدولة للمدارس والأكاديميات الحرة شبه المستقلة. في الواقع في هذه المدارس، تصب التركيز على تخصصات ماجستير إدارة الأعمال التقليدية، مثل الموارد البشرية وإدارة التغيير والمالية. هنالك ما يسمى بـ «أكاديمية» التعليم البريطاني وهي قضية مثيرة للجدل والسياسة  حيث يقاوم الكثير من مدراء المدارس هذه التحركات نحو ما يرون أنه خصخصة إجبارية. في أوروبا، لا يتم تدريس القيادة التربوية بشكل رسمي، حيث جاء كبار التربويين من خلال المسارات الأكاديمية، وليس الإدارية 

## الأدب والبحث والسياسة
بشكل عام ترتكز القيادة التربوية على مراجع متعددة التخصصات، لكنها تميز بشكل مثالي من خلال تركيزها على علم أصول التدريس، ونظرية المعرفة والتنمية البشرية. في الممارسة المعاصرة، تستعير من العلوم السياسية والأعمال. والنقاش داخل هذا الميدان يتعلق بهذا التجاذب. العديد من نظريات القيادة التربوية تم عرض واستكشاف ووجهات نظرها، على سبيل المثال: (أ) القيادة التعليمية؛ (ب) القيادة الموزعة؛ (ج) القيادة التحويلية؛ (د) قيادة العدالة الاجتماعية؛ و (هـ) قيادة المعلم. في الواقع قد اكتشف الباحثون كيف تؤثر الممارسات والإجراءات المختلفة على تحصيل الطلاب، أو الرضا الوظيفي لدى المدرس، أو العناصر الأخرى المتعلقة بتحسين أداء المدرسة. علاوة على ذلك، يواصل الباحثون التحقيق في منهجية وجودة برامج إعداد المدراء.
هنالك العديد من النشرات والمؤسسات التي كرست من نفسها لدراسة المتطلبات الخاصة للقيادة في هذه الإطار، ويتم تدريس القيادة التربوية كنظام أكاديمي في عدد من الجامعات.
حالياً لدى العديد من الدول سياسات واضحة فيما يتعلق بالقيادة المدرسية، بما في ذلك سياسات وميزانيات تدريب وتطوير قادة المدارس.
في الولايات المتحدة الأمريكية، بشكل رسمي أصبحت «عمليات تدقيق المناهج» عملية شائعة، حيث يقوم القادة التربويون والمراجعون المدربون بتقييم القيادة المدرسية ومواءمة المناهج مع الأهداف والغايات. لقد تم تطوير تدقيق المناهج الدراسية ورسم خرائط المناهج بواسطة Fenwick W. English في أواخر السبعينيات. يتم اعتماد القادة التربويين والمراجعين الذين يقومون بإجراء عمليات التدقيق بواسطة Phi Delta Kappa ، ويظهر البحث كيف تؤثر القيادة التربوية على تعلم الطلاب.

## قراءات إضافية
- Osterman، Karen (12 أغسطس 2013). "Action research in EdD programmes in educational leadership". Journal of Research on Leadership Education. ج. 9 ع. 1: 85–105. DOI:10.1177/1942775113498378. S2CID:154506383.
- DeMatthews، David (مارس 2014). "Deconstructing Systems of Segregation: Leadership Challenges in an Urban School". Journal of Cases in Educational Leadership. ج. 17 ع. 1: 16–26. DOI:10.1177/1555458913518537. S2CID:145533543. مؤرشف من الأصل في 2015-11-26.
- Moore Johnson، Susan؛ Donaldson، Morgaen L. (سبتمبر 2007). "Overcoming the Obstacles to Leadership". Educational Leadership. ج. 65 ع. 1: 8–13. مؤرشف من الأصل في 2019-01-07. اطلع عليه بتاريخ 2015-09-25.
- Karanxha، Zorka (6 أغسطس 2013). "The Hidden Curriculum: Candidate Diversity in Educational Leadership Preparation". Journal of Research on Leadership Education. ج. 9 ع. 1: 34–58. DOI:10.1177/1942775113498374. S2CID:154415147.
- Fullan، Michael (أبريل 1998). "Leadership for the 21st Century: Breaking The bonds of Dependency" (PDF). Educational Leadership. ج. 55 ع. 7: 1–4. مؤرشف من الأصل (PDF) في 2015-09-26.

## روابط خارجية
- ما هي القيادة التربوية؟ من جامعة كريتون. (بالإنجليزية)